# Lonkozaur
Lonkozaur (Loncosaurus argentinus) – roślinożerny dinozaur z grupy ornitopodów (Ornithopoda).
Żył w okresie późnej kredy (ok. 85-71 mln lat temu) na terenach Ameryki Południowej. Długość ciała ok. 2 m, wysokość ok. 80 cm, masa ok. 50 kg. Jego szczątki znaleziono w południowej Argentynie (w prowincji Santa Cruz).
Znany jedynie z końcówki kości udowej i kilku zębów.